# Ртищевский
Ртищевский — посёлок в Ртищевском районе Саратовской области. Административный центр Урусовского муниципального образования.

## История
Посёлок возник в 1931 году как центральная усадьба совхоза, который до 1947 года обозначался как совхоз № 40 «Красный», затем совхоз № 40 Главконсерва, затем «Ртищевский».
До 19 октября 1984 года посёлок назывался Посёлок Центральной усадьбы совхоза «Ртищевский», указом Президиума ВС РСФСР переименован в Ртищевский.
Посёлок никогда не был центром одноименного района.

## География
Ртищевский расположен в северо-западной части области, вблизи административной границы с Пензенской областью, в лесостепной зоне на востоке Окско-Донской возвышенности, в бассейне реки Хопёр и находится на р. Песчанка. Северный микрорайон имени Яблочкова находится примерно 600 метров по прямой от деревни Александровка. Южная окраина выходит на Речную улицу села Ивано-Кулики.

## Население
| 2002 | 2010  |
| ---- | ----- |
| 1145 | ↘1115 |

## Инфраструктура
Сельское хозяйство. В посёлке находилась центральная усадьба совхоза «Ртищевский».

## Транспорт
Межмуниципальная дорога 63К-00714.
Просёлочные дороги.